# Dick's Picks Volume 9
Dick's Picks Volume 9 es el noveno álbum en vivo de Dick's Picks, serie  de lanzamientos en vivo de la banda estadounidense Grateful Dead. Fue grabado el 16 de septiembre de 1990 en el Madison Square Garden, en Nueva York, Estados Unidos.

## Caveat emptor
Cada volumen de Dick's Picks tiene su propia etiqueta “caveat emptor”, que informa al oyente sobre la calidad del sonido de la grabación. La etiqueta del volumen 9 dice:
“Los estudios iniciales han concluido que la exposición repetida a la música de Grateful Dead puede crear hábito y puede resultar en un cambio permanente en la psique del oyente. Si bien nadie ha revertido con éxito esta condición, a veces se puede controlar mediante la exposición repetida a la música de Grateful Dead.”

## Recepción de la crítica
John Metzger de The Music Box le otorgó una calificación de 4 estrellas sobre 5, afirmando que: “El poder de la música y la selección de canciones, ya sea intencional o coincidente, brindan un servicio funerario musical adecuado y un tributo al teclista fallecido Brent Mydland”. Dan Alford declaró que “casi todo lo de esta serie es digno de publicación”. William Ruhlmann, escribiendo para AllMusic, mencionó: “Este espectáculo no es necesariamente un gran Grateful Dead, y como tal no es de interés para los fanáticos menos devotos, pero para la banda y los Deadheads, representa la transición a la última fase de cinco años de la carrera de The Dead”.

## Lista de canciones
Todas las canciones escritas y compuestas por Jerry Garcia y Robert Hunter, excepto donde esta anotado. 
| Disco uno |                            |                                          |          |  |
| N.º       | Título                     | Escritor(es)                             | Duración |  |
| 1.        | «Hell in a Bucket»         | John Perry Barlow Brent Mydland Bob Weir | 7:04     |  |
| 2.        | «Cold Rain & Snow»         | tradicional, arr. por Grateful Dead      | 6:42     |  |
| 3.        | «Little Red Rooster»       | Willie Dixon                             | 10:22    |  |
| 4.        | «Stagger Lee»              |                                          | 8:32     |  |
| 5.        | «Queen Jane Approximately» | Bob Dylan                                | 7:47     |  |
| 6.        | «Tennessee Jed»            |                                          | 10:35    |  |
| 7.        | «Cassidy»                  | Barlow Weir                              | 6:27     |  |
| 8.        | «Deal»                     |                                          | 9:49     |  |

| Disco dos |                      |                             |          |  |
| N.º       | Título               | Escritor(es)                | Duración |  |
| 1.        | «Samson and Delilah» | tradicional, arr. por Weir  | 8:10     |  |
| 2.        | «Iko Iko»            | James Crawford              | 10:15    |  |
| 3.        | «Looks Like Rain»    | Barlow Weir                 | 8:47     |  |
| 4.        | «He's Gone»          |                             | 16:27    |  |
| 5.        | «No MSG Jam»         | Grateful Dead               | 7:51     |  |
| 6.        | «Drums»              | Mickey Hart Bill Kreutzmann | 8:59     |  |

| Disco tres |                                |                        |          |  |
| N.º        | Título                         | Escritor(es)           | Duración |  |
| 1.         | «Space»                        | Grateful Dead          | 10:49    |  |
| 2.         | «Standing on the Moon»         |                        | 9:29     |  |
| 3.         | «Lunatic Preserve»             | Grateful Dead          | 5:45     |  |
| 4.         | «I Need a Miracle»             | Barlow Weir            | 5:20     |  |
| 5.         | «Morning Dew»                  | Bonnie Dobson Tim Rose | 13:13    |  |
| 6.         | «It's All Over Now, Baby Blue» | Dylan                  | 7:36     |  |

## Créditos y personal
Créditos adaptados desde el folleto que acompaña al CD.
Grateful Dead
- Jerry Garcia – voz principal y coros, guitarra líder
- Mickey Hart – batería
- Bruce Hornsby – teclados, acordeón, coros
- Bill Kreutzmann – batería
- Phil Lesh – bajo eléctrico, coros
- Bob Weir – guitarra rítmica, coros
- Vince Welnick – teclados, coros

Personal técnico
- Dan Healy – grabación
- Dick Latvala – archivista
- Jeffrey Norman – masterización
- John Cutler – ferromagnetista

Diseño
- Gekko Graphics – diseño de portada
- Susana Millman – fotografía